# Eccellenza Puglia 2022-2023
Il campionato italiano di calcio di Eccellenza regionale 2022-2023 è stato il trentaduesimo organizzato in Puglia.

## Aggiornamenti
- Giuseppe Di Benedetto, patron del Di Benedetto Trinitapoli, lascia la proprietà della squadra ofantina per assumere la presidenza del Manfredonia Calcio. La squadra casalina viene quindi ritirata dal campionato.
- La Vigor Trani acquisisce il titolo sportivo del Di Benedetto Trinitapoli, mantenendo la denominazione Vigor Trani e la permanenza nel girone A di Eccellenza Puglia, nonostante la retrocessione in Promozione nella stagione precedente[1].

## Girone A

### Squadre partecipanti
| Club                           | Città                   | Stadio o Campo Sportivo                            | Stagione precedente        |
| ------------------------------ | ----------------------- | -------------------------------------------------- | -------------------------- |
| A.C. Real Siti                 | Stornarella (FG)        | Stadio Comunale San Rocco (erba sintetica)         | 11º in Eccellenza Puglia/A |
| A.S.D. Foggia Incedit          | Foggia                  | Ex Campo Figc Foggia (erba sintetica)              | 2º in Promozione Puglia/A  |
| A.S.D Borgorosso Molfetta      | Molfetta (BA)           | Stadio Paolo Poli (erba sintetica)                 | 10º in Eccellenza Puglia/A |
| A.S.D. Canosa                  | Canosa di Puglia (BT)   | Stadio San Sabino (erba sintetica)                 | 9º in Eccellenza Puglia/A  |
| U.S. Città di Mola             | Mola di Bari (BA)       | Comunale (Capurso) (erba sintetica)                | 5º in Eccellenza Puglia/A  |
| A.S.D. San Marco               | San Marco in Lamis (FG) | Stadio Tonino Parisi (erba sintetica)              | 13º in Eccellenza Puglia/A |
| A.S.D. San Severo Calcio 1922  | San Severo (FG)         | Stadio Comunale Ricciardelli (erba sintetica)      | 7º in Eccellenza Puglia/A  |
| A.S.D. Team Ortanova           | Orta Nova (FG)          | Campo Comunale Fanelli (erba sintetica)            | 12º in Eccellenza Puglia/A |
| A.S.D. U.C. Bisceglie          | Bisceglie (BT)          | Campo Comunale Francesco di Liddo (erba sintetica) | 6º in Eccellenza Puglia/A  |
| A.S.D. Vigor Trani Calcio      | Trani (BT)              | Stadio Comunale                                    | 14º in Eccellenza Puglia/A |
| A.S. Bisceglie                 | Bisceglie (BT)          | Stadio Gustavo Ventura                             | 19° in Serie D Girone H    |
| A.S.D. Polimnia                | Polignano a Mare (BA)   | Stadio Comunale                                    | 1º in Promozione Puglia/A  |
| Manfredonia Calcio 1932 S.S.D. | Manfredonia (FG)        | Stadio Miramare (erba sintetica)                   | 4º in Eccellenza Puglia/A  |
| U.S.D. Corato Calcio 1946      | Corato (BA)             | Stadio Fausto Coppi (erba sintetica)               | 2º in Eccellenza Puglia/A  |

### Classifica
|  | Pos. | Squadra             | Pt | G  | V  | N  | P  | GF | GS  | DR   |
|  | ---- | ------------------- | -- | -- | -- | -- | -- | -- | --- | ---- |
|  | 1.   | Manfredonia         | 67 | 26 | 21 | 4  | 1  | 66 | 15  | 51   |
|  | 2.   | Bisceglie           | 59 | 26 | 18 | 5  | 3  | 51 | 12  | 38   |
|  | 3.   | Corato              | 54 | 26 | 16 | 6  | 4  | 47 | 22  | 25   |
|  | 4.   | Città di Mola       | 51 | 26 | 15 | 6  | 5  | 55 | 28  | 27   |
|  | 5.   | Borgorosso Molfetta | 34 | 26 | 9  | 7  | 10 | 43 | 33  | 10   |
|  | 6.   | Polimnia            | 34 | 26 | 8  | 10 | 8  | 44 | 36  | 38   |
|  | 7.   | UC Bisceglie        | 33 | 26 | 9  | 6  | 11 | 60 | 47  | 13   |
|  | 8.   | Canosa              | 32 | 26 | 9  | 5  | 12 | 44 | 39  | 5    |
|  | 9.   | San Marco           | 32 | 26 | 9  | 5  | 12 | 31 | 38  | -7   |
|  | 10.  | Orta Nova           | 31 | 26 | 8  | 7  | 11 | 40 | 55  | -15  |
|  | 11.  | San Severo          | 30 | 26 | 9  | 3  | 14 | 32 | 45  | -13  |
|  | 12.  | Real Siti           | 30 | 26 | 7  | 9  | 10 | 48 | 46  | 2    |
|  | 13.  | Foggia Incedit      | 19 | 26 | 4  | 7  | 15 | 30 | 41  | -11  |
|  | 14.  | Vigor Trani         | -1 | 26 | 0  | 0  | 26 | 15 | 150 | -135 |

Legenda:
      Promosso in Serie D.
      Retrocesse in Promozione Puglia.
Regolamento:
Tre punti a vittoria, uno a pareggio, zero a sconfitta.
In caso di arrivo di due o più squadre a pari punti, la graduatoria verrà stilata secondo la classifica avulsa tra le squadre interessate che prevede, in ordine, i seguenti criteri:
- Punti negli scontri diretti
- Differenza reti negli scontri diretti
- Differenza reti generale
- Reti realizzate in generale
- Sorteggio

Note:
Il Foggia incedit è stato poi ripescato.

### Play-off
|  | Semifinali | Semifinali      | Semifinali        |           |   | Finale | Finale | Finale |  |
|  |            |                 |                   |           |   |        |        |        |  |
|  | 1          | Manfredonia     |                   |           |   |        |        |        |  |
|  | 1          | Manfredonia     |                   |           |   |        |        |        |  |
|  | 4          |                 |                   |           |   |        |        |        |  |
|  |            | 1               | Manfredonia (dts) | 0         |   |        |        |        |  |
|  |            |                 |                   | 0         |   |        |        |        |  |
|  |            |                 | 2                 | Bisceglie | 0 |        |        |        |  |
|  | 2          | Bisceglie (dts) | 2                 | Bisceglie | 0 | 0      |        |        |  |
|  | 2          | Bisceglie (dts) |                   |           |   |        |        |        |  |
|  | 3          | Corato          | 0                 |           |   |        |        |        |  |

#### Semifinali
|           | Risultati |        | Luogo e data              |
| --------- | --------- | ------ | ------------------------- |
| Bisceglie | 0-0 (dts) | Corato | Bisceglie, 30 aprile 2023 |
|           |           |        |                           |

#### Finale
|             | Risultati |           | Luogo e data               |
| ----------- | --------- | --------- | -------------------------- |
| Manfredonia | 0-0 (dts) | Bisceglie | Manfredonia, 7 maggio 2023 |
|             |           |           |                            |

## Girone B

### Squadre partecipanti
| Club                            | Città             | Stadio o Campo Sportivo                             | Stagione precedente        |
| ------------------------------- | ----------------- | --------------------------------------------------- | -------------------------- |
| A.S.D. Arboris Belli            | Alberobello (BA)  | Stadio Comunale Scianni Ruggeri (erba sintetica)    | 3º in Promozione Puglia/A  |
| A.S.D. Antonio Toma Maglie      | Maglie (LE)       | Stadio Antonio Tamborino Frisari (erba sintetica)   | 5º in Eccellenza Puglia/B  |
| A.S.D. Avetrana                 | Avetrana (TA)     | Stadio Comunale                                     | 10º in Promozione Puglia/B |
| A.S.D. Castellaneta Calcio 1962 | Castellaneta (TA) | Stadio Comunale Giovanni De Bellis (erba sintetica) | 11º in Eccellenza Puglia/B |
| A.S.D. Città Di Otranto         | Otranto (LE)      | Stadio Avvocato Pasquale Nachira (erba sintetica)   | 6º in Eccellenza Puglia/B  |
| A.S.D. Gallipoli Football 1909  | Gallipoli (LE)    | Stadio Antonio Bianco (erba sintetica)              | 3º in Eccellenza Puglia/B  |
| A.S.D. Ginosa                   | Ginosa (TA)       | Stadio Comunale Teresa Miani (erba sintetica)       | 8º in Eccellenza Puglia/B  |
| U.G. Manduria Sport             | Manduria (TA)     | Stadio Comunale Nino Dimitri                        | 9º in Eccellenza Puglia/B  |
| A.S.D. Città di Gallipoli       | Gallipoli (LE)    | Stadio Antonio Bianco (erba sintetica)              | 1º in Promozione Puglia/B  |
| A.S.D. Ostuni 1945              | Ostuni (BR)       | Stadio Nino Laveneziana                             | 7º in Eccellenza Puglia/B  |
| A.S.D. Virtus Matino            | Matino (LE)       | Stadio Comunale Matino                              | 20° in Serie D Girone H    |
| S.S.D. Soccer Massafra 1963     | Massafra (TA)     | Stadio Italia                                       | 12º in Eccellenza Puglia/B |
| A.S.D. Ugento                   | Ugento (LE)       | Campo Comunale (erba sintetica)                     | 4º in Eccellenza Puglia/B  |
| A.S.D. Novoli                   | Novoli (LE)       | Campo Comunale Totò Cezzi                           | 2º in Promozione Puglia/B  |

### Classifica
|  | Pos. | Squadra            | Pt | G  | V  | N | P  | GF | GS  | DR   |
|  | ---- | ------------------ | -- | -- | -- | - | -- | -- | --- | ---- |
|  | 1.   | Città di Gallipoli | 63 | 26 | 19 | 6 | 1  | 56 | 16  | 40   |
|  | 2.   | Ugento             | 60 | 26 | 19 | 3 | 4  | 76 | 33  | 43   |
|  | 3.   | Manduria           | 57 | 26 | 17 | 6 | 3  | 55 | 18  | 37   |
|  | 4.   | Otranto            | 51 | 26 | 15 | 6 | 5  | 42 | 26  | 16   |
|  | 5.   | Gallipoli          | 41 | 26 | 11 | 8 | 7  | 29 | 25  | 4    |
|  | 6.   | Avetrana           | 40 | 26 | 12 | 4 | 10 | 49 | 32  | 17   |
|  | 7.   | Massafra           | 31 | 26 | 8  | 7 | 11 | 29 | 36  | -7   |
|  | 8.   | Novoli             | 30 | 26 | 8  | 6 | 12 | 42 | 33  | 9    |
|  | 9.   | Virtus Matino      | 29 | 26 | 8  | 5 | 13 | 33 | 39  | -6   |
|  | 10.  | Ostuni             | 28 | 26 | 7  | 7 | 12 | 31 | 36  | -5   |
|  | 11.  | Toma Maglie        | 27 | 26 | 6  | 9 | 11 | 31 | 41  | -10  |
|  | 12.  | Arboris Belli      | 26 | 26 | 7  | 5 | 14 | 40 | 51  | -11  |
|  | 13.  | Ginosa             | 22 | 26 | 6  | 4 | 16 | 27 | 42  | -15  |
|  | 14.  | Castellaneta (-2)  | 0  | 26 | 0  | 2 | 24 | 5  | 116 | -111 |

Legenda:
      Ammesso ai play-off nazionali.
      Retrocesse in Promozione Puglia.
Regolamento:
Tre punti a vittoria, uno a pareggio, zero a sconfitta.
In caso di arrivo di due o più squadre a pari punti, la graduatoria verrà stilata secondo la classifica avulsa tra le squadre interessate che prevede, in ordine, i seguenti criteri:
- Punti negli scontri diretti
- Differenza reti negli scontri diretti
- Differenza reti generale
- Reti realizzate in generale
- Sorteggio

Note:
L'Arboris Belli è poi stato ripescato.

### Play-off
|  | Semifinali | Semifinali         | Semifinali         |        |   | Finale | Finale | Finale |  |
|  |            |                    |                    |        |   |        |        |        |  |
|  | 1          | Città di Gallipoli |                    |        |   |        |        |        |  |
|  | 1          | Città di Gallipoli |                    |        |   |        |        |        |  |
|  | 4          |                    |                    |        |   |        |        |        |  |
|  |            | 1                  | Città di Gallipoli | 3      |   |        |        |        |  |
|  |            |                    |                    | 3      |   |        |        |        |  |
|  |            |                    | 2                  | Ugento | 0 |        |        |        |  |
|  | 2          | Ugento             | 2                  | Ugento | 0 | 2      |        |        |  |
|  | 2          | Ugento             |                    |        |   |        |        |        |  |
|  | 3          | Manduria           | 1                  |        |   |        |        |        |  |

#### Semifinali
|        | Risultati |          | Luogo e data           |
| ------ | --------- | -------- | ---------------------- |
| Ugento | 2-1       | Manduria | Ugento, 30 aprile 2023 |
|        |           |          |                        |

#### Finale
|                    | Risultati |        | Luogo e data             |
| ------------------ | --------- | ------ | ------------------------ |
| Città di Gallipoli | 3-0       | Ugento | Gallipoli, 7 maggio 2023 |
|                    |           |        |                          |

#### Play-out
|               | Risultati |        | Luogo e data                |
| ------------- | --------- | ------ | --------------------------- |
| Arboris Belli | 1-2       | Ginosa | Alberobello, 30 aprile 2023 |

## Spareggio intergirone
La vincitrice sarà promossa in Serie D, la perdente dovrà affrontare gli spareggi nazionali
|             | Risultati     |                    | Luogo e data           |
| ----------- | ------------- | ------------------ | ---------------------- |
| Manfredonia | 1-1 (4-3 dtr) | Città di Gallipoli | Fasano, 21 maggio 2023 |